# آبشار ماناوا نوی
آبشار ماناوا نوی (به انگلیسی: Mana'wai'nui Falls) آبشاری است که در کشور ایالات متحده آمریکا واقع شده‌است و بلندترین ریزشگاه آن ۷۱۹ متر ارتفاع دارد. این آبشار، بیست و سومین آبشار بلند جهان است.